# Банґар (Бруней)
Банґар (малай. Bangar) — невеликий населений пункт в Брунеї, у окрузі Тембуронг. Населення — 3970 осіб (2008).
Бангар є центром однойменного муніципалітету Банґар.

## Географія
Бангар розташований в окрузі Тембуронг, відокремлений від решти території країни малайзійським штатом Саравак. Через населений пункт з однієї частини Саравака в іншу проходить автомобільна траса. Відстань до річки Пандаруан, по якій проходить кордон з Малайзією — 4 км на захід.
Бангар стоїть на обох берегах річки Тембуронг.

Клімат дуже жаркий і вологий. Середня річна температура становить 27,5 °С, кількість опадів — 4012 мм/рік.
| Клімат Бангара                                                 | Клімат Бангара | Клімат Бангара | Клімат Бангара | Клімат Бангара | Клімат Бангара | Клімат Бангара | Клімат Бангара | Клімат Бангара | Клімат Бангара | Клімат Бангара | Клімат Бангара | Клімат Бангара | Клімат Бангара |
| Показник                                                       | Січ.           | Січ.           | Березень       | Кві.           | Травень        | Червень        | Липень         | Серп.          | Сен.           | Окт.           | Листоп.        | Дек.           | Рік            |
| Абсолютний максимум, °C                                        | 30,1           | 30,0           | 30,7           | 31,4           | 31,4           | 31,4           | 31,1           | 31,0           | 31,1           | 30,8           | 30,6           | 30,5           | 30,8           |
| Середня температура, °C                                        | 27,0           | 27,1           | 27,4           | 28,0           | 28,0           | 27,9           | 27,6           | 27,6           | 27,6           | 27,5           | 27,3           | 27,3           | 27,5           |
| Абсолютний мінімум, °C                                         | 24,1           | 24,1           | 24,2           | 24,6           | 24,7           | 24,5           | 24,2           | 24,2           | 24,2           | 24,2           | 24,1           | 24,2           | 24,3           |
| Норма опадів, мм                                               | 380            | 258            | 258            | 310            | 360            | 278            | 298            | 294            | 385            | 389            | 410            | 392            | 4012           |
| -------------------------------------------------------------- | -------------- | -------------- | -------------- | -------------- | -------------- | -------------- | -------------- | -------------- | -------------- | -------------- | -------------- | -------------- | -------------- |
| Джерело: Bangar [Архівовано 22 жовтня 2014 у Wayback Machine.] |                |                |                |                |                |                |                |                |                |                |                |                |                |

## Економіка і транспорт
В місті є портової термінал. Ринок, торговий центр з кафе і магазинами з продажу сувенірів, Молодіжний центр.
За 13 км від Бангара розташований рекреаційний парк.